# Гнивань
Гни́вань (укр. Гнівань) — город Винницкой области Украины. Входит в Винницкий район (до 2020 года входил в Тывровский район).

## Географическое положение
Находится на реке Южный Буг, в 18 км от Винницы.

## История
В 1880-е годы Гнивань была селом Винницкого уезда Подольской губернии Российской империи, в котором насчитывалось около 1000 жителей. Здесь находилась железнодорожная станция, действовали сахарный завод и почтовое отделение (с телеграфом). В 1890е годы здесь имелись гранитные каменоломни и рафинадный завод товарищества «Гнивань».
В начале XX века здесь был построен кирпичный костёл Святого Иосифа.
В 1938 году получила статус посёлка городского типа.
В ходе Великой Отечественной войны с 17 июля 1941 до 15 марта 1944 года Гнивань была оккупирована наступавшими немецкими войсками, здесь находился концентрационный лагерь.
С 11 декабря 1981 года — город районного значения.
В январе 1989 года численность населения составляла 14 256 человек, основой экономики в это время являлись предприятия пищевой промышленности и производство строительных материалов.
В 1991 году около станции Гнивань произошла одна из последних катастроф на железных дорогах СССР.
В мае 1995 года Кабинет министров Украины утвердил решение о приватизации находившихся здесь гранитного карьера, подшипникового завода и АТП-10565, в июле 1995 года было утверждено решение о приватизации сахарного завода и завода промтоваров.
В августе 2000 года было возбуждено дело о банкротстве сахарного завода. 26 апреля 2001 года было возбуждено дело о банкротстве подшипникового завода.

## Население
Численность населения составляет 12 тысяч человек.

### Языковой состав
Во время переписи 2001 года 96,31 % населения города указали украинский язык родным, 3,33 % — русский, 0,36 % — другие языки.

## Транспорт
- железнодорожная станция[6][2] Гнивань Юго-Западной железной дороги